# Rondibilis yunnana
Rondibilis yunnana es una especie de escarabajo longicornio del género Rondibilis, tribu Acanthocinini, subfamilia Lamiinae. Fue descrita científicamente por Breuning en 1957.

## Descripción
Mide 9-11 milímetros de longitud.

## Distribución
Se distribuye por China.